# Ivano Staccioli
Ivano Staccioli (Siena, 3 gennaio 1927 – Roma, 15 luglio 1995) è stato un attore italiano.

## Biografia
Caratterista, con una preparazione da teatro di prosa, è stato interprete di svariati film di genere, in tutto una sessantina di titoli fra film comici, storici, peplum e in costume, d'avventura, western, softcore, thriller, nazisploitation e poliziotteschi. Fra gli altri: I due figli di Ringo; Il lungo, il corto, il gatto; Vado... l'ammazzo e torno; Samoa, regina della giungla; Casa privata per le SS. Talvolta è stato accreditato con lo pseudonimo di John Heston.
A fianco di Franco Franchi e Ciccio Ingrassia è comparso anche nel film di montaggio del 1974 Franco e Ciccio superstars.
Per la televisione è stato interprete di sceneggiati televisivi quali La Pisana, del 1960; Le avventure di Laura Storm, del 1965; La donna di cuori, del 1969, della serie Tenente Sheridan e Sorelle Materassi, del 1972.
È stato anche un interprete radiofonico (Il padrone delle ferriere).
Attivo anche come doppiatore, prevalentemente per la SINC Cinematografica di Mimmo Palmara, nei cartoni è stato, per esempio, la voce del principe Zodar in Star Blazers.

## Filmografia

### Cinema

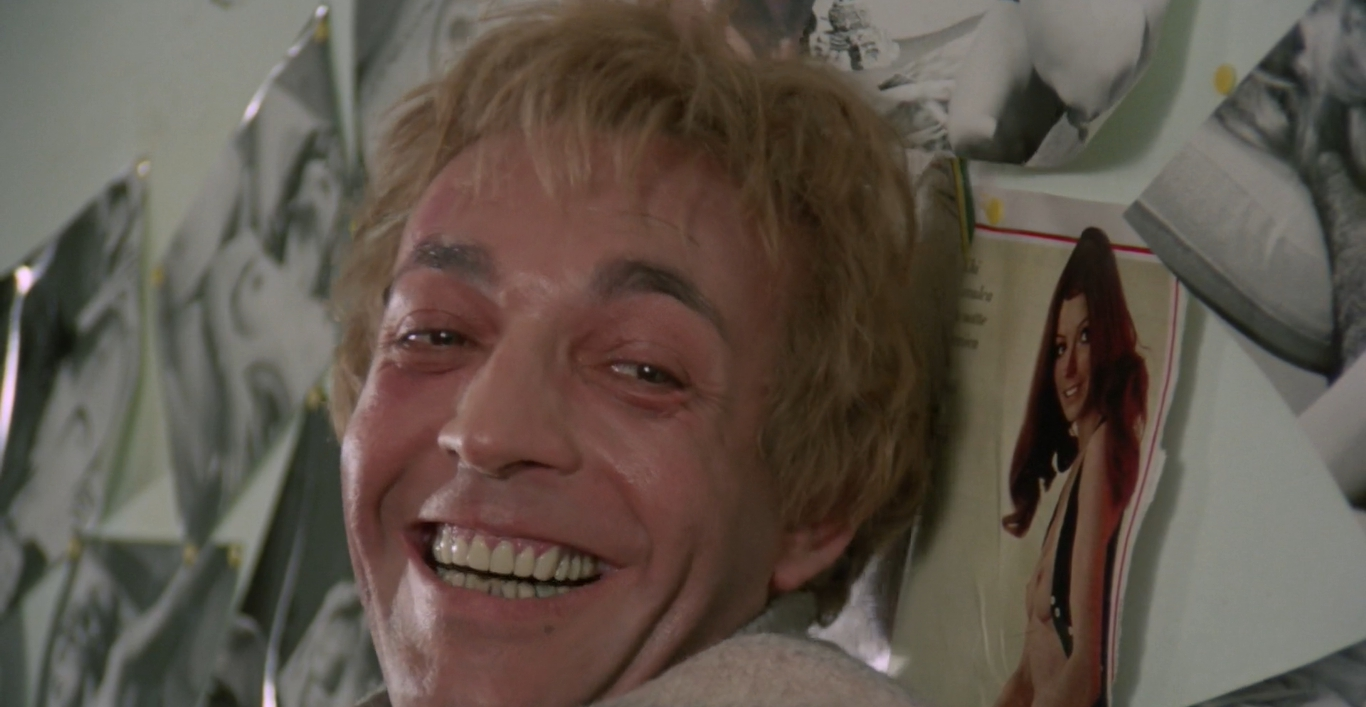
Ivano Staccioli nel film Rivelazioni di un maniaco sessuale al capo della squadra mobile (1972)

- Pia de' Tolomei, regia di Sergio Grieco (1958)
- Il cavaliere senza terra, regia di Giacomo Gentilomo (1959)
- Le notti di Lucrezia Borgia, regia di Sergio Grieco (1959)
- Il rossetto, regia di Damiano Damiani (1960)
- Salambò, regia di Sergio Grieco (1960)
- Il sepolcro dei re, regia di Fernando Cerchio (1960)
- Il sicario, regia di Damiano Damiani (1960)
- Spade senza bandiera, regia di Carlo Veo (1961)
- La grande vallata, regia di Angelo Dorigo (1961)
- Il conquistatore di Corinto, regia di Mario Costa (1961)
- Ursus e la ragazza tartara, regia di Remigio Del Grosso (1962)
- Ultimatum alla vita, regia di Renato Polselli (1962)
- Il vecchio testamento, regia di Gianfranco Parolini (1963)
- I dieci gladiatori, regia di Gianfranco Parolini (1964)
- Il trionfo dei dieci gladiatori, regia di Nick Nostro (1964)
- Il ribelle di Castelmonte, regia di Vertunnio De Angelis (1964)
- Roma contro Roma, regia di Giuseppe Vari (1964)
- A 008, operazione Sterminio, regia di Umberto Lenzi (1965)
- 30 Winchester per El Diablo, regia di Gianfranco Baldanello (1965)
- 3 colpi di Winchester per Ringo, regia di Emimmo Salvi (1966)
- A... come assassino, regia di Angelo Dorigo (1966)
- Surcouf, l'eroe dei sette mari, regia di Sergio Bergonzelli e Roy Rowland (1966)
- Il grande colpo di Surcouf, regia di Sergio Bergonzelli e Roy Rowland (1966)
- Kriminal,  regia di Umberto Lenzi (1966)
- Vado... l'ammazzo e torno, regia di Enzo G. Castellari (1967)
- I due figli di Ringo, regia di Giorgio Simonelli, Giuliano Carnimeo (1967)
- Flashman, regia di Mino Loy (1967)
- Il lungo, il corto, il gatto, regia di Lucio Fulci (1967)
- Samoa, regina della giungla, regia di Guido Malatesta (1968)
- Dio li crea... Io li ammazzo!, regia di Paolo Bianchini (1968)
- I nipoti di Zorro, regia di Marcello Ciorciolini (1968)
- Lady Desire, regia di Harry Newman (1968)
- ...dai nemici mi guardo io!, regia di Mario Amendola (1968)
- Commandos, regia di Armando Crispino (1968)
- Quel giorno Dio non c'era, regia di Osvaldo Civirani (1969)
- Cimitero senza croci (Une corde, un colt...), regia di Robert Hossein (1969)
- La battaglia del deserto, regia di Mino Loy (1969)
- Le Mans - Scorciatoia per l'inferno, regia di Osvaldo Civirani (1970)
- Formula 1 - Nell'Inferno del Grand Prix, regia di Guido Malatesta (1970)
- Buon funerale amigos!... paga Sartana, regia di Giuliano Carnimeo (1970)
- Una spada per Brando, regia di Alfio Caltabiano (1970)
- La ragazza di nome Giulio, regia di Tonino Valerii (1970)
- Quando il sole scotta (Road to Salina), regia di Georges Lautner (1970)
- Gli fumavano le Colt... lo chiamavano Camposanto, regia di Giuliano Carnimeo (1971)
- Il diavolo a sette facce, regia di Osvaldo Civirani (1971)
- African Story, regia di Marino Girolami (1971)
- I corvi ti scaveranno la fossa, regia di Ignacio F. Iquino (1972)
- Rivelazioni di un maniaco sessuale al capo della squadra mobile, regia di Roberto Bianchi Montero (1972)
- Hai sbagliato... dovevi uccidermi subito!, regia di Mario Bianchi (1972)
- La morte accarezza a mezzanotte, regia di Luciano Ercoli (1972)
- Li chiamavano i tre moschettieri... invece erano quattro, regia di Silvio Amadio (1973)
- Studio legale per una rapina, regia di Tanio Boccia (1973)
- Il fiore dai petali d'acciaio, regia di Gianfranco Piccioli (1973)
- Afrika, regia di Alberto Cavallone (1973)
- Ciak si muore, regia di Mario Moroni (1974)
- Una donna per sette bastardi, regia di Roberto Bianchi Montero (1974)
- Franco e Ciccio superstars, di registi vari (1974)
- Gola profonda nera, regia di Guido Zurli (1976)
- Casa privata per le SS, regia di Bruno Mattei (1977)
- KZ9 - Lager di sterminio, regia di Bruno Mattei (1977)
- Ultimo confine, regia di Ettore Pasculli (1994)

### Televisione
- La Pisana (1960)
- La sciarpa (1963)
- Grandezza naturale, regia di Carlo Lodovici (1963)
- L'ammiraglio, regia di Anton Giulio Majano - film tv (1965)
- Defilé per un delitto, episodio di Le avventure di Laura Storm, regia di Camillo Mastrocinque (1965)
- L'affare Picpus, episodio di Le inchieste del commissario Maigret, regia di Mario Landi (1965)
- I legionari dello spazio (Rai, 1966)
- Madame Curie, regia di Guglielmo Morandi (1966)
- Recita a soggetto, episodio di Sheridan, squadra omicidi (1967)
- La donna di cuori (1969)
- E le stelle stanno a guardare (1971)
- Sorelle Materassi (1972)
- Delitto di regime - Il caso Don Minzoni (1973)
- L'assassinio dei fratelli Rosselli (1974)
- Dov'è Anna? (1976)
- Ragazzi troppo fortunati, episodio di Qui squadra mobile (1976)
- Tecnica di un colpo di stato: la marcia su Roma (1978)
- Il signore di Ballantrae (1979)
- L'enigma delle due sorelle (1980)
- Screen One - serie TV, episodio 1x03 (1989)
- ...Se non avessi l'amore, regia di Leandro Castellani - film TV (1991)

## Doppiaggio
- Yoshifumi Tajima in Watang! Nel favoloso impero dei mostri
- Benito Stefanelli in El Macho
- Garry Goodrow in All'ultimo respiro
- Ghenzo Wakayama in Il mostro invincibile